# Hoằng Sơn
Hoằng Sơn là một xã thuộc tỉnh Thanh Hóa, Việt Nam.

## Xã Hoằng Sơn trước tháng 6 năm 2025

### Địa lý
Xã Hoằng Sơn nằm ở phía bắc huyện Hoằng Hóa, là một xã đồng bằng, cách thị trấn Bút Sơn khoảng 7 km, cách thành phố Thanh Hóa 12 km, có vị trí địa lý:
- Phía tây giáp xã Hoằng Trinh
- Phía tây nam giáp xã Hoằng Quý và xã Hoằng Khê
- Các phía còn lại giáp huyện Hậu Lộc.

Xã Hoằng Sơn có diện tích 5,73 km², dân số năm 2018 là 6.555 người, mật độ dân số đạt 1.144 người/km².

## Lịch sử
Xã Hoằng Sơn được thành lập vào ngày 27 tháng 3 năm 1947 trên cơ sở tách ra từ các xã Dương Sơn và Dương Nga.
Tháng 3 năm 1954, theo quyết định của Ủy ban hành chính tỉnh Thanh Hóa, chia xã Hoằng Sơn thành 3 xã: Hoằng Trinh, Hoằng Lương, Hoằng Sơn.
Đến năm 2018, thôn Cổ Bản và thôn Long Thành của xã Hoằng Sơn sáp nhập thành thôn Bản Thành.
Trước khi sáp nhập, xã Hoằng Sơn có diện tích 3,33 km², dân số là 3.343 người, mật độ dân số đạt 1.004 người/km², chia thành 4 thôn: Bản Định, Bản Thành, Cẩm Lũ, Xuân Sơn. Xã Hoằng Lương có diện tích 2,40 km², dân số là 3.212 người, mật độ dân số đạt 1.338 người/km².
Ngày 16 tháng 10 năm 2019, Ủy ban Thường vụ Quốc hội ban hành Nghị quyết số 786/NQ-UBTVQH14 về việc sắp xếp các đơn vị hành chính cấp xã thuộc tỉnh Thanh Hóa (nghị quyết có hiệu lực từ ngày 1 tháng 12 năm 2019). Theo đó, sáp nhập toàn bộ diện tích và dân số của xã Hoằng Lương vào xã Hoằng Sơn.
Từ ngày 16 tháng 6 năm 2025 theo Nghị quyết số 1686/NQ-UBTVQH15  của Ủy ban Thường vụ Quốc hội,  sáp nhập  toàn bộ diện tích tự nhiên, quy mô dân số của các xã Hoằng Trinh, Hoằng Xuyên, Hoằng Cát và Hoằng Sơn thuộc huyện Hoằng Hóa  thành xã mới có tên gọi là xã Hoằng Sơn . Xã này chính thức hoạt động từ ngày 01 tháng 7 năm 2025.